# W9
W9 är en fransk TV-kanal från Groupe M6 som startade 31 mars 2005, tidigare hette TV-kanalen M6 Music (1998-2005).